# Commonwealth Games/Badminton
Badminton wird seit 1966 bei den Commonwealth Games gespielt. Die Wettbewerbe der gemischten Teams starteten 1978, wurden jedoch 1998 als getrennte Männer- und Frauenwettbewerbe ausgetragen.

## Die Sieger
| Saison | Herreneinzel          | Dameneinzel     | Herrendoppel                          | Damendoppel                        | Mixed                            | Mannschaft         |
| ------ | --------------------- | --------------- | ------------------------------------- | ---------------------------------- | -------------------------------- | ------------------ |
| 1966   | Tan Aik Huang         | Angela Bairstow | Tan Aik Huang Yew Cheng Hoe           | Helen Horton Ursula Smith          | Roger Mills Angela Bairstow      | -                  |
| 1970   | Jamie Paulson         | Margaret Beck   | Ng Boon Bee Punch Gunalan             | Margaret Boxall Susan Whetnall     | Derek Talbot Margaret Boxall     | -                  |
| 1974   | Punch Gunalan         | Gillian Gilks   | Elliot Stuart Derek Talbot            | Margaret Beck Gillian Gilks        | Derek Talbot Gillian Gilks       | -                  |
| 1978   | Prakash Padukone      | Sylvia Ng       | Ray Stevens Mike Tredgett             | Nora Perry Anne Statt              | Mike Tredgett Nora Perry         | England            |
| 1982   | Syed Modi             | Helen Troke     | Ong Beng Teong Razif Sidek            | Claire Backhouse Johanne Falardeau | Martin Dew Karen Chapman         | England            |
| 1986   | Steve Baddeley        | Helen Troke     | Billy Gilliland Dan Travers           | Gillian Clark Gillian Gowers       | Michael Scandolera Audrey Tuckey | England            |
| 1990   | Rashid Sidek          | Fiona Smith     | Jalani Sidek Razif Sidek              | Sara Sankey Fiona Smith            | Chan Chi Choi Amy Chan           | England            |
| 1994   | Rashid Sidek          | Lisa Campbell   | Cheah Soon Kit Soo Beng Kiang         | Joanne Muggeridge Joanne Wright    | Chris Hunt Gillian Clark         | England            |
| 1998   | Wong Choong Hann      | Kelly Morgan    | Choong Tan Fook Lee Wan Wah           | Joanne Goode Donna Kellogg         | Simon Archer Joanne Goode        | England / Malaysia |
| 2002   | Muhammad Hafiz Hashim | Li Li           | Chan Chong Ming Chew Choon Eng        | Ang Li Peng Lim Pek Siah           | Simon Archer Joanne Goode        | England            |
| 2006   | Lee Chong Wei         | Tracey Hallam   | Chan Chong Ming Koo Kien Keat         | Chin Eei Hui Wong Pei Tty          | Nathan Robertson Gail Emms       | Malaysia           |
| 2010   | Lee Chong Wei         | Saina Nehwal    | Koo Kien Keat Tan Boon Heong          | Jwala Gutta Ashwini Ponnappa       | Koo Kien Keat Chin Eei Hui       | Malaysia           |
| 2014   | Kashyap Parupalli     | Michelle Li     | Tan Wee Kiong Goh V Shem              | Vivian Hoo Kah Mun Woon Khe Wei    | Chris Adcock Gabrielle Adcock    | Malaysia           |
| 2018   | Lee Chong Wei         | Saina Nehwal    | Marcus Ellis Chris Langridge          | Vivian Hoo Kah Mun Chow Mei Kuan   | Chris Adcock Gabrielle Adcock    | Indien             |
| 2022   | Lakshya Sen           | P. V. Sindhu    | Satwiksairaj Rankireddy Chirag Shetty | Pearly Tan Thinaah Muralitharan    | Terry Hee Tan Wei Han            | Malaysia           |